# تغییر و اختلاف نسبی
در هر علم دقیقه، از اصطلاحات تغییر نسبی و اختلاف نسبی برای مقایسه دو کمیت و در نظر گرفتن «اندازهٔ» موارد مقایسه‌شده استفاده می‌شود. مقایسه به صورت نسبت بیان می‌شود و یک عدد بدون واحد است. با ضرب این نسبت‌ها در ۱۰۰ می‌توان آنها را به صورت درصد بیان کرد، بنابراین اصطلاحات درصد تغییر ، درصد اختلاف (سن) یا درصد نسبی نیز معمولاً استفاده می‌شود. تمایز بین «تغییر» و «اختلاف» به این بستگی دارد که آیا یکی از مقادیر مقایسه‌شده استاندارد یا مرجع یا مقدار شروع محسوب می‌شود یا خیر. هنگامی که این اتفاق می‌افتد، از عبارت تغییر نسبی (با توجه به مقدار مرجع) استفاده می‌شود و در غیر این صورت اصطلاح اختلاف نسبی ترجیح داده می‌شود. اختلاف نسبی اغلب به عنوان یک شاخص کمی برای تضمین کیفیت و کنترل کیفیت برای اندازه‌گیری‌های مکرر که انتظار می‌رود نتایج یکسان باشد استفاده می‌شود. یک مورد خاص از درصد تغییر (تغییر نسبی که به صورت درصد بیان می‌شود) به نام درصد خطا در اندازه‌گیری موقعیت‌هایی رخ می‌دهد که مقدار مرجع مقدار پذیرفته‌شده یا واقعی (شاید از نظر نظری تعیین‌شده) باشد و مقدار مقایسه‌شده با آن به صورت تجربی (با اندازه‌گیری) تعیین می‌شود.
ما می‌توانیم مقایسه را با در نظر گرفتن «اندازه» مقادیر درگیر، با تعریف مقادیر مثبت مرجعx تنظیم کنیم:
{\displaystyle {\text{Relative change}}(x,x_{\text{reference}})={\frac {\text{Actual change}}{x_{\text{reference}}}}={\frac {\Delta }{x_{\text{reference}}}}={\frac {x-x_{\text{reference}}}{x_{\text{reference}}}}.}
به عنوان مثال، اگر ما دماسنجی را واسنجی می‌کنیم که وقتی باید ۱۰ درجه سانتیگراد باشد ۶ درجه سانتی گراد می‌خواند، این فرمول برای تغییر نسبی (که در این کاربرد خطای نسبی نامیده می‌شود) {\displaystyle {{-6-(-10)} \over {-10}}=-0.4} می‌دهد، با این حال خوانش بسیار زیاد است. برای رفع این مشکل ما تعریف تغییر نسبی را طوری تغییر می‌دهیم که برای تمام مقادیر غیر صفر مرجعx درست کار کند:
{\displaystyle {\text{Relative change}}(x,x_{\text{reference}})={\frac {\text{Actual change}}{|x_{\text{reference}}|}}={\frac {\Delta }{|x_{\text{reference}}|}}={\frac {x-x_{\text{reference}}}{|x_{\text{reference}}|}}.}
به‌طور کلی می‌توان گفت که اختلاف مطلق |Δ| با تابع مقادیر x و y مقیاس می‌شود، بخوانید f(x, y).
{\displaystyle {\text{Relative difference}}(x,y)={\frac {\text{Absolute difference}}{|f(x,y)|}}={\frac {|\Delta |}{|f(x,y)|}}=\left|{\frac {x-y}{f(x,y)}}\right|.}
همان‌طور که با تغییر نسبی، اختلاف نسبی اگر f(x, y) صفر باشد، تعریف نمی‌شود.
چندین گزینه رایج برای تابع f(x, y) عبارتند از:
- max(|x|, |y|),
- max(x, y),
- min(|x|, |y|),
- min (x, y),
- 2/(x + y), و
- ۲/(|x| + |y|).

## مقیاس لگاریتمی
تغییر مقدار نیز می‌تواند به صورت لگاریتمی بیان شود. استفاده از لگاریتم طبیعی (ln) و نرمال سازی با ضریب ۱۰۰، همان‌طور که برای درصد انجام می‌شود با تعریف درصد تغییرات برای تغییرات بسیار کوچک (که در جداول زیر "تغییر log" نامیده می‌شود) مطابقت دارد:
{\displaystyle D=100\cdot \ln {\frac {V_{2}}{V_{1}}}\approx 100\cdot {\frac {V_{2}-V_{1}}{V_{1}}}={\text{Percentage change}}{\text{ when }}\left|{\frac {V_{2}-V_{1}}{V_{1}}}\right|\ll 1}
استفاده از مقیاس لگاریتمی مزایایی دارد. نخست، اندازه تغییر بیان شده در این روش همان که آیا V 1 و V 2 به عنوان مرجع انتخاب شده، از {\displaystyle \ln {\frac {V_{2}}{V_{1}}}=-1\cdot \ln {\frac {V_{1}}{V_{2}}}} است. در مقابل، {\displaystyle {\frac {V_{2}-V_{1}}{V_{1}}}\approx -1\cdot {\frac {V_{1}-V_{2}}{V_{2}}}} ، خطای تقریبی با واگرایی V2 و V1 چشمگیرتر تغییر می‌کند. مثلا:
| V 1 | V 2 | تغییر Log | تغییر (٪) |
| --- | --- | --------- | --------- |
| ۱۰  | ۹   | ۱۰٫۵-     | ۱۰٫۰-     |
| ۹   | ۱۰  | ۱۰٫۵+     | ۱۱٫۱+     |

## یادداشت
1. ↑  (Törnqvist، Vartia و Vartia 1985)